# Elatostema stipitatum
Elatostema stipitatum är en nässelväxtart som beskrevs av Hugh Algernon Weddell. Elatostema stipitatum ingår i släktet Elatostema och familjen nässelväxter. Inga underarter finns listade i Catalogue of Life.